# Daniela Strohm
Daniela Strohm (* 7. Mai 1980 in Villingen-Schwenningen) ist eine ehemalige deutsche Basketballspielerin.

## Laufbahn
Strohm war Juniorennationalspielerin und nahm im Jahr 2000 an der U20-Europameisterschaft teil. Sie war im Turnierverlauf mit 10,1 Punkten pro Begegnung drittbeste Korbschützin der Deutschen.
Auf Vereinsebene gehörte sie ab der Saison 1996/97 zum Bundesliga-Aufgebot des BTV 1846 Wuppertal. Sie wurde mit Wuppertal 1997, 1998, 1999 und 2000 jeweils deutsche Meisterin sowie deutsche Pokalsiegerin. Strohm sammelte mit dem BTV auch Erfahrung in der Euroleague. Nach ihrer Wuppertaler Zeit wechselte sie in die Vereinigten Staaten, studierte und spielte 2000/01 an der University of South Carolina. Danach verstärkte Strohm die BG Rentrop Bonn, mit der sie ab 2001 ebenfalls in der Bundesliga antrat. 2005 stieg die Flügelspielerin mit Bonn aus der höchsten deutschen Spielklasse ab.